# ミリエール・トロンボーン四重奏団
ミリエール・トロンボーン四重奏団（Quatuor de Trombones Millière）は、元パリ・トロンボーン四重奏団のジル・ミリエールを中心に2001年11月に結成したフランスのトロンボーン四重奏団。
日本での所属事務所は、ハラヤミュージックエンタープライズ。

## メンバー
メンバーのほとんどが、ジル・ミリエールの門下生である。
- ジル・ミリエール（Gilles Millière） - パリ・コンセルヴァトワール教授、元パリ・トロンボーン四重奏団メンバー
- ジャン・ラファー（Jean Raffard） - パリ・オペラ座管弦楽団首席奏者
- ジョエル・ヴェイス （Joël Vaïsse） - フランス国立管弦楽団首席奏者
- ギョーム・コテ・デュモーラン（Guillaume Cottet-Dumoulin） - パリ管弦楽団首席奏者

## 特徴
オリジナル委嘱作品の演奏を中心とし、それによって、新しいレパートリー開拓に貢献しようとするもの。既に作曲家ジョン・フランソワ・ボー、リシャール・ドゥビュニオン、マーク・リス、ジェローム・ノレ、ステファン・ペレグリとの提携活動が実を結び、彼らのバラエティーに富む、親しみ易いオリジナルの作品は、作曲家自身の立ち会いの下、2003年4月14日の間に録音をした。常に他の新進作曲家達ともコンタクトを続けており、未知の作品への期待は高まっている。
スポンサーがアントワンヌ・クルトワのため、メンバー全員がクルトワのミリエールモデルを使用している。

## CD
- Créations - フランスのレーベルDistriclassicより発売されている。日本ではミュージックストア・ジェイ・ピーが輸入をしている。

## 日本での活動
- 2004年12月に初来日。熊本公演（熊本市総合女性センター）を皮切りに、岩国（山口県）公演（シンフォニア岩国）、東京公演（東京文化会館）の3都市で日本ツアーを行っている。
- 初来日の際、管楽器専門誌「パイパーズ」や吹奏楽専門誌「バンドジャーナル」に特集を組まれた。また、熊本シティエフエムのラジオ番組にゲストとして招かれた。